# Вуд, Оливер (велогонщик)
Оливер Вуд (англ. Oliver Wood; род. 26 ноября 1995, Уэйкфилд, Йоркшир и Хамбер) — британский трековый и шоссейный велогонщик, выступавший за UCI Continental Team AT85 Pro Cycling до её расформирования в марте 2023 года.

## Спортивная карьера
Оливер Вуд пошёл по стопам своего отца и занялся велоспортом. В 2011 году был принят в программу олимпийского развития British Cycling, а в 2013 году — в British Cycling Olympic Academy. В том же году дебютировал на Кубке мира по трековому велоспорту. В 2014 году завоевал серебряную медаль в скрэтче на чемпионате Европы по трековому велоспорту среди спортсменов до 23 лет. В том же году он вместе с Эдом Клэнси установил новый мировой рекорд на дистанции 1000 метров в парной командной гонке в рамках серии Revolution Series, показав время 54,537 секунды; ранее этот рекорд принадлежал Крису Хою и Арно Турнану.
В 2015 году Вуд стал чемпионом Европы U23 в командной гонке преследования вместе с Джермейном Бертоном, Мэттью Гибсоном и Кристофером Лэтэмом; и занял второе место в омниуме. В следующем году вместе с Марком Стюартом, Кианом Эмади, Эндрю Теннантом и Мэтью Бостоком выиграл первый этап Кубка мира трековому велоспорту в Глазго в командной гонке преследования; на элитном чемпионате Европы британская четвёрка вместе с Вудом завоевала бронзу. В 2017 году занял четвёртое место в гонке до 23 лет на чемпионате мира по шоссейному велоспорту.
На чемпионате мира в Манчестере британская четвёрка с Вудом снова выиграла золото, а на Играх Содружества — серебро. На чемпионате Европы 2018 года он вместе с Итаном Хейтером завоевал бронзу в мэдисоне и в командной гонке преследования. В 2019 году четвёрка в составе Эда Клэнси, Киана Эмади, Чарли Танфилда и Итана Хейтера заняла второе место на чемпионате мира. На чемпионате Европы Вуд завоевал индивидуальную медаль в омниуме, а также на чемпионате Европы в скретчу в следующем году. В 2021 году он был в составе британской команды из четырёх человек, которая завоевала бронзу в командной гонке преследования на чемпионатах Европы и мира. На Играх Содружества 2022 года он занял третье место в гонке по очкам. На чемпионате мира по трековому велоспорту 2022 года стал чемпионом мира в командной гонке преследования вместе с Итаном Хейтером, Итаном Верноном и Дэниелом Бигемом.
На летних Олимпийских играх в Париже стал обладателем серебряной медали в командной гонке преследования.

### Рейтинги
| Год                 | 2014   | 2015 | 2016   | 2017   | 2018   | 2019 | 2020 | 2021 | 2022   |
| ------------------- | ------ | ---- | ------ | ------ | ------ | ---- | ---- | ---- | ------ |
| Мировой рейтинг UCI |        |      | 1730-й | 698-й  | 2714-й | -    | -    | -    | 2141-й |
| Европейский тур UCI | 1057-й | -    | 1149-й | 1621-й | -      | -    | -    | -    | 1346-й |
| Азиатский тур UCI   | -      | -    | -      | -      | 670-й  |      |      |      |        |
|                     |        |      |        |        |        |      |      |      |        |
| Источник: UCI       |        |      |        |        |        |      |      |      |        |